# Trapezia
Trapezia är ett släkte av små (ca 1–2 cm över skölden) marina krabbor med stora klor och sex åsar mellan ögonen, ofta med spektakulära, fläckiga färgteckningar. 
De lever i förening med korallkolonier (hårdkoraller av släktet Pocillopora) och försvarar sina värdar från bl.a. den korallätande sjöstjärnan Acanthaster planci (törnekrona). När en A. planci försöker äta på en korall attackerar trapeziakrabban sjöstjärnans törnen och bryter av dem vid pedikeln, vilket orsakar märkbar skada på törnekronan. Koraller med trapeziakrabbor som symbionter väljs bort som föda av törnekronan. Släktet omfattar följande arter:
- Trapezia areolata Dana, 1852
- Trapezia bella Dana, 1852
- Trapezia bidentata (Forskål, 1775)
- Trapezia cheni Galil, 1983
- Trapezia corallina Gerstaecker, 1857
- Trapezia cymodoce (Herbst, 1801)
- Trapezia digitalis Latreille, 1828
- Trapezia flavopunctata Eydoux & Souleyet, 1842
- Trapezia formosa Stimpson, 1869
- Trapezia garthi Galil, 1983
- Trapezia globosa Castro, 1997
- Trapezia guttata Rüppell, 1830
- Trapezia intermedia Miers, 1886
- Trapezia lutea Castro, 1997
- Trapezia neglecta Castro, 2003
- Trapezia punctimanus Odinetz, 1984
- Trapezia punctipes Castro, 1997
- Trapezia richtersi Galil & Lewinsohn, 1983
- Trapezia rufopunctata (Herbst, 1799)
- Trapezia septata Dana, 1852
- Trapezia serenei Odinetz, 1984
- Trapezia speciosa Dana, 1852
- Trapezia tigrina Eydoux & Souleyet, 1842